# Савка да Гришка
«Савка да Гришка» (бел. «Саўка ды Грышка») — белорусская народная песня. Наиболее известен вариант в современной обработке в исполнении ансамбля «Песняры».
Песня посвящена празднику Коляды (Рождеству) с упоминанием Иисуса («Езуса-хлапца»). Считается, что это песня была когда-то колядкой, но при деградации обряда колядования, она со временем перешла в детский репертуар. Известна детская колыбельная народная песня «Саўка ды Грышка ладзілі дуду». В начале 1920-х годов текст переработал Янка Купала, убрав из него христианскую составляющую, чтобы его можно было использовать в советских школах. С таким же началом им написано ещё два стихотворения на «пролетарские» темы.
Cуществует множество обработок песни. «Песняры» исполнили песню в современной обработке Владимира Мулявина, причём, слова песни отличались от варианта Я. Купалы. В 2012 году эту песню в отборе на «Евровидение» исполнила Александра Нехай.
В Белоруссии существует проект «Савка да Гришка» Лявона Вольского, где по различным злободневным вопросам спорят государственник-«колхозник» Савелий (Савка) и оппозиционер Гришка. Видео-ролики проекта активно публикует Радио «Свобода».